# Гімнастика на літніх Олімпійських іграх 1980
Змагання з гімнастики на літніх Олімпійських іграх 1980 у Лос-Анджелесі тривали з 20 до 25 липня в палаці спорту Лужники. Розіграно 14 комплектів нагород у спортивній гімнастиці (8 серед чоловіків і 6 серед жінок). Внаслідок бойкоту літніх Олімпійських ігор 1980 з боку країн західного блоку, туди не поїхали кілька збірних, що кваліфікувалися, зокрема США, Канада, Китай, Японія, Південна Корея та ФРН.
Відбулася зміна при підрахунку балів в опорному стрибку: тепер остаточна оцінка дорівнювала сумі оцінок за обидва стрибки, а не оцінці кращого стрибка.

## Медальний залік

### Чоловіки
| Дисципліни         | Золото | Срібло                                                                                           | Бронза                                                                                         |
| ------------------ | --- | ------------------------------------------------------------------------------------------------ | ---------------------------------------------------------------------------------------------- |
| Абсолютна першість | Олександр Дитятін (URS)                                                                                      | Микола Андріанов (URS)                                                                           | Стоян Делчев (BUL)                                                                             |
| Командна першість  | СРСР (URS) Микола Андріанов Едуард Азарян Олександр Дитятін Богдан Макуц Володимир Маркелов Олександр Ткачов | НДР (GDR) Ральф-Петер Гемманн Луц Гоффманн Луц Мак Міхаель Ніколаї Андреас Бронст Роланд Брюкнер | Угорщина (HUN) Ференц Донат Дьордь Куцогі Золтан Келемен Петер Ковач Золтан Мадяр Іштван Вамош |
| Вільні вправи      | Роланд Брюкнер (GDR)                                                                                         | Микола Андріанов (URS)                                                                           | Олександр Дитятін (URS)                                                                        |
| Перекладина        | Стоян Делчев (BUL)                                                                                           | Олександр Дитятін (URS)                                                                          | Микола Андріанов (URS)                                                                         |
| Паралельні бруси   | Олександр Ткачов (URS)                                                                                       | Олександр Дитятін (URS)                                                                          | Роланд Брюкнер (GDR)                                                                           |
| Кінь               | Золтан Мадяр (HUN)                                                                                           | Олександр Дитятін (URS)                                                                          | Міхаель Ніколаї (GDR)                                                                          |
| Кільця             | Олександр Дитятін (URS)                                                                                      | Олександр Ткачов (URS)                                                                           | Їржи Табак (TCH)                                                                               |
| Опорний стрибок    | Микола Андріанов (URS)                                                                                       | Олександр Дитятін (URS)                                                                          | Роланд Брюкнер (GDR)                                                                           |

### Жінки
| Дисципліни         | Золото                                                                                                 | Срібло | Бронза                                                                                    |
| ------------------ | --- | --- | ----------------------------------------------------------------------------------------- |
| Абсолютна першість | Олена Давидова (URS)                                                                                   | Максі Гнаук (GDR) Надя Коменеч (ROU)                                                                      | не нагороджували                                                                          |
| Командна першість  | СРСР (URS) Олена Давидова Марія Філатова Неллі Кім Олена Наймушина Наталія Шапошникова Стелла Захарова | Румунія (ROU) Надя Коменеч Родіка Дунка Емілія Еберле Крістіна Елена Ґрігораш Меліта Рюн Думітріца Турнер | НДР (GDR) Максі Гнаук Сільвія Гіндорфф Штеффі Крекер Катаріна Ренш Карола Зубе Бірґіт Зюс |
| Колода             | Надя Коменеч (ROU)                                                                                     | Олена Давидова (URS)                                                                                      | Наталія Шапошникова (URS)                                                                 |
| Вільні вправи      | Неллі Кім (URS) Надя Коменеч (ROU)                                                                     | Не нагороджували                                                                                          | Наталія Шапошникова (URS) Максі Гнаук (GDR)                                               |
| Різновисокі бруси  | Максі Гнаук (GDR)                                                                                      | Емілія Еберле (ROU)                                                                                       | Штеффі Крекер (GDR) Меліта Рюн (ROU) Марія Філатова (URS)                                 |
| Опорний стрибок    | Наталія Шапошникова (URS)                                                                              | Штеффі Крекер (GDR)                                                                                       | Меліта Рюн (ROU)                                                                          |

## Таблиця медалей
| Місце               | Країна               | Золото | Срібло | Бронза | Загалом |
| ------------------- | -------------------- | ------ | ------ | ------ | ------- |
| 1                   | СРСР (URS)           | 9      | 8      | 5      | 22      |
| 2                   | НДР (GDR)            | 2      | 3      | 6      | 11      |
| 3                   | Румунія (ROU)        | 2      | 3      | 2      | 7       |
| 4                   | Болгарія (BUL)       | 1      | 0      | 1      | 2       |
| 4                   | Угорщина (HUN)       | 1      | 0      | 1      | 2       |
| 6                   | Чехословаччина (TCH) | 0      | 0      | 1      | 1       |
| Загалом (6 збірних) | Загалом (6 збірних)  | 15     | 14     | 16     | 45      |